# المدرسة الكيلانية
المدرسة الكيلانية من المدارس الإسلامية التاريخية الموجودة في محيط المسجد الاقصى المبارك في القدس بفلسطين.